# Sugababes
Sugababes – trio grające muzykę pop, pochodzące z Londynu w Wielkiej Brytanii. Grupa została utworzona w 1998. Od tego czasu wydała na rynek dwadzieścia jeden singli oraz sześć albumów, które znalazły się w TOP 40 światowej listy przebojów, włączając w to sześć piosenek i dwie płyty na pierwszym miejscu brytyjskiego odpowiednika zestawienia. Od powstania, trio wkroczyło ze swymi singlami do tamtejszego TOP 10 z największą liczbą oryginalnie nagranych kompozycji od czasów The Supremes i Bananarama. W 2003 roku wygrało ono nagrodę Brit Award zatytułowaną „Best Dance Act”, a w 2006 ogłoszono je najlepszą żeńską formacją XXI wieku za Brytyjskie Single-Hity i Albumy.
Grupa osiągnęła trzy potrójne platynowe płyty ze sprzedaży w sumie z sześciu albumów w Wielkiej Brytanii. Ich sprzedaż na całym świecie przekroczyła 40 milionów.

## Historia

### One Touch
Zespół powstał, kiedy Keisha Buchanan i Mutya Buena, przyjaciółki z dzieciństwa od ósmego roku życia, poznały Siobhán Donaghy w 1998 roku na imprezie. Miały wtedy trzynaście lat i zdecydowały stworzyć zespół. Swojego menadżera poznały przez Siobhán, który nazwał je nieoficjalnie „SugarBabies”. W wieku czternastu lat otrzymały propozycję podpisania kontraktu z London Records i zaczęły nazywać siebie „Sugababes”. Ta korekta, która została dokonana w nazwie zespołu, polegała na wyrzuceniu 2 literek, ponieważ poprzednia nazwa była dziecinna.
Pierwszy debiutancki singel „Overload” wszedł do brytyjskiego TOP 10 i został nominowany do nagrody Brit Award. Piosenka dotarła także do trzeciego miejsca w Niemczech i do drugiego w Nowej Zelandii. Grupa napisała niektóre ścieżki na płycie, przy czym otrzymały pomoc producenta All Saints – Camerona McVeya. Debiutancki album Sugababes przyniósł kolejne trzy single w brytyjskim TOP 40 – „New Year”, „Run for Cover” i „Soul Sound”. Album dotarł najwyżej na 26 pozycję na oficjalnej brytyjskiej liście albumów, UK Album Chart, a w niemieckim odpowiedniku na pozycję 7. Mimo tego sprzedaż One Touch nie zgrała się z oczekiwaniami London Records, a to doprowadziło do opuszczenia tej wytwórni muzycznej przez zespół. Podczas Japońskiej trasy koncertowej Siobhán Donaghy opuściła zespół oświadczając początkowo, że chciała zrealizować karierę w świecie mody. Okazało się jednak, że doprowadziła do tego depresja spowodowana kłótniami wśród członkiń zespołu. Rozpoczęła ona karierę solową.

### Angels with Dirty Faces
W 2001 roku Heidi Range oświadczyła, że zastąpi Donaghy. Była wcześniej przez krótki okres członkinią girlsbandu Atomic Kitten. Trio podpisało nowy kontrakt z Island Records. Ich pierwszy singel w nowej wytwórni „Freak like Me” został wyprodukowany przez Richarda X. Sugababes nagrały tę piosenkę w mieszkaniu Richarda X. W utworze użyto sampli z utworu „Are Friends Electric?” – Tubeway Army oraz tekstu Adiny Howard z jej „Freak like Me”. Teledyskowi towarzyszy mroczny klimat, ukazując wprowadzenie Heidi do zespołu. singel zadebiutował na pierwszym miejscu w Wielkiej Brytanii i na drugim w Irlandii. Był to ich pierwszy raz, kiedy znalazły się na szczycie notowania. Ich drugi singel z Range, „Round Round”, wyprodukowany przez Kenta oraz Xenomanie stał się drugim singlem-numerem jeden w Wielkiej Brytanii i dotarł także do drugiego miejsca w Irlandii, Nowej Zelandii oraz w Holandii.
Obok tych przebojów, drugi album Sugababes Angels with Dirty Faces zadebiutował na drugim miejscu brytyjskiej listy i odniósł sukces w Europie. Trzeci singel z ich albumu, ballada o nazwie „Stronger” przyniósł dziewczynom kolejny hit w pierwszej dziesiątce przebojów w ich rodowitym kraju. Drugi a-side „Angels with Dirty Faces” był głównym tematem do filmu o Atomówkach. Czwarty singel „Shape”, w którym sample pochodzą z kompozycji Stinga pt. „Shape Of My Heart,” wylądował na jedenastym miejscu oraz odniósł umiarkowany sukces w Holandii i Irlandii we wczesnym 2003 roku. B-sidem zostało zaśpiewane na żywo „Freak like Me” podczas Brit Awards w 2003 roku, gdzie dziewczynom udało się wygrać nagrodę „Best British Dance Act”. Osiągnięciom pomogła promocja piosenki nie zawartej na płycie zatytułowanej „Party In The Club”, która została użyta jako główna piosenka w produkcji ITV dla młodzieży pt. „Dziewczyny i miłość”, bazującej na książce „Dziewczyny się zakochują” Jacqueline Wilson.

### Three
Trzeci album grupy Three został wydany pod koniec 2003 roku i kontynuował sukces znajdując się na trzeciej pozycji zestawienia najchętniej kupowanych albumów w Wielkiej Brytanii. Poprzedziło to produkcję Xenomanii „Hole in the Head”. Był to trzeci brytyjski numer jeden tej grupy, a pierwszy numer jeden w Danii. Dotarł on także na drugą pozycję w Irlandii, Holandii oraz Norwegii, a także stał się pierwszym singlem tria na oficjalnej liście Billboard lądując na miejscu 96, a na amerykańskiej liście Billboard Dance Chart na 1. Drugi singel „Too Lost in You”, który pojawił się na ścieżce dźwiękowej do „To właśnie miłość” i został napisany przez Diane Warren, wszedł do Top 10 singli w Wielkiej Brytanii, Niemczech, Holandii, Norwegii i po obu stronach Cieśniny Tajwańskiej (na Tajwanie i w Chinach). Piosenka oryginalnie nagrana została we Francji przez Patricię Kaas i była nazwana „Quand J’ai Peur De Tout”. Trzeci natomiast singel z „Three” pt. „In the Middle”, wydany w 2004 roku, doszedł do 8 pozycji w ojczystym kraju zespołu. Czwarty singel wydany z „Three” był balladą zatytułowaną „Caught in a Moment” i dał grupie kolejną kompozycję w brytyjskim Top 10, osiągając szczyt na 8 miejscu.
W 2004 roku trio razem z takimi wykonawcami jak Chris Martin z Coldplay, Dido i Robbie Williams nagrało nową wersję piosenki z 1984 roku Band Aid pt. „Do They Know It’s Christmas?”, która dotarła do 1 miejsca w Wielkiej Brytanii i sprzedała się w nakładzie ponad dwustu tysięcy egzemplarzy w pierwszym tygodniu. Był to charytatywny singel, z którego pieniądze na nim zarobione zostały przeznaczone na pomoc w uldze głodnym w Darfurze.
Po przerwie od przemysłu muzycznego, podczas nagrywania czwartego albumu Sugababes, Mutya oświadczyła, że ona i jej chłopak Jay oczekują dziecka. Ich córka Tahlia Maya Buena narodziła się w marcu 2005 roku.
Później grupa dała swój pierwszy występ od ponad roku na Live 8 w Edynburgu. W tym czasie trio nagrywało swój czwarty album, pracując z różnymi pisarzami i producentami, włączając w to amerykańskiego producenta Dallasa Austina.

### Taller in More Ways
2 października 2005 roku singel wyprodukowany przez Dallasa Austina „Push the Button” zadebiutował na pierwszym miejscu brytyjskiej listy przebojów, dając zespołowi ich czwarty brytyjski numer jeden oraz pierwszy irlandzki numer jeden. Piosenka była potem także nominowana w Brit Awards za najlepszy brytyjski singel. Doszedł on także do pierwszego miejsca m.in. w Austrii, Nowej Zelandii i Polsce.
16 października 2005 roku Taller in More Ways stał się pierwszym albumem zespołu, który osiągnął szczyt notowania. W tym samym czasie dziewczyny triumfowały na pierwszych miejscach listy singli, albumów, najczęściej ściąganych piosenek z Internetu oraz najczęściej emitowanych piosenek w radiu. Nad „Taller in More Ways” pracował Guy Sigsworth, Brian Higgins, Xenomania, Cameron McVey i inni.
Pod pretekstem choroby Buena nie mogła uczestniczyć w promocji aktualnego singla „Ugly”. 21 grudnia 2005 roku zostało ogłoszone, że Buena opuściła Sugababes. Według oświadczenia na ich oficjalnej stronie, decyzja Mutyi bazowała na całkowicie osobistych powodach i chce ona wciąż być przyjaciółką Heidi i Keishy. Ostatnią pierwotną członkinią po odejściu Mutyi została Keisha Buchanan. W imieniu pozostałej dwójki napisano, że brakuje im Mutyi, ale wiedzą one także, że mają tutaj miejsce na dołączenie kogoś nowego, kto mógłby się zająć pomocą Sugababes w tworzeniu całkiem nowej muzyki.
Amelle Berrabah zajęła to miejsce tego samego miesiąca. Przed dołączeniem do Sugababes, Amelle śpiewała w zespole „Boo2” razem z jej siostrą Samiyą. Trzecim singlem był nagrany na nowo „Red Dress”, który został wydany na początku 2006 roku dając grupie trzeci z rzędu utwór w top 5 debiutując na czwartym miejscu brytyjskiej listy przebojów. Amelle nagrała także na nowo niektóre ścieżki z „Taller in More Ways” do reedycji tej płyty. Wokale Amelle pojawiają się w 4 kompozycjach, włączając w to dodatkowy utwór. Wokale Mutyi zostały niezmienione na reszcie album. Na początku 2006 roku „Taller in More Ways” uzyskał miano platynowej płyty uznając jeden milion sprzedanych kopii w Europie. W kwietniu tego samego roku Sugababes wygrały nagrodę w kategorii „Zespół Roku Świat” na gali ESKA Music Awards 2006 w Polsce. Ostatnim singlem promującym album był „Follow Me Home”, wydany w połowie 2006 roku. Pomimo tego, że zawierał on nowe wokale Amelle, dotarł do pozycji 32 – najniższej w karierze Sugababes.

### Overloaded: The Singles Collection
Sugababes wróciły do studia nagraniowego, by zacząć prace nad ich piątym albumem zatytułowanym Overloaded: The Singles Collection. Jedyny nowy singel z kompilacji, „Easy”, został napisany wspólnie z George’em Astario i Jasonem Pebworthem z zespołu Orson. Został on wydany wcześniej niż kompilacja i zadebiutował na pozycji 8 w rodzimym kraju grupy.
Kompilacja singli została natomiast wydana 13 listopada 2006 roku, docierając do trzeciego miejsca listy najlepiej sprzedających się albumów w Wielkiej Brytanii. Zawiera ona utwory od albumu One Touch do Taller in More Ways, wyłączając utwory „New Year”, „Soul Sound”, „Angels with Dirty Faces” oraz „Follow Me Home”, z których większość nie została wydana poza Wielką Brytanią. Wydano także osobno płytę DVD zawierającą 14 z ich teledysków i wersje karaoke utworów, specjalną cyfrową wersję z występami na żywo, wersję z remiksami singli zatytułowaną Overloaded: The Remix Collection oraz wersję Napster Live Session, zawierającą cztery z ich hitów wraz z coverem zespołu Primal Scream – „Rocks”. 6 października 2006 roku Sugababes dołączyły do Feedera na scenie na bis podczas koncertu tego zespołu w The Roundhouse w Camden, w Londynie. Zaśpiewali wspólnie piosenkę R.E.M. – „Everybody Hurts”, a także „Freak like Me”.
Sugababes wydały także charytatywny singel z towarzyszącą im grupą Girls Aloud. Premiera oddbyła się 12 marca. Charytatywny singel jest coverem klasycznego hitu „Walk This Way” – oryginalnie nagranego przez Aerosmith w latach siedemdziesiątych, a następnie ponownie z Run DMC w 1986 roku. Jest to oficjalny singel dla fundacji Comic Relief. Stał się on piątym numerem jeden na Wyspach Brytyjskich, a pierwszym z Berrabah. Drugi singel „Good To Be Gone” miał być wydany 29 stycznia 2007 roku, ale plany zostały anulowane z powodu braku czasu.
Firma Mattel współpracowała z Sugababes i stworzyła kolekcję lalek Barbie, które miały przypominać wokalistki z zespołu. Pojawiły się one w sklepach w maju 2007.

### Change
Po trasie koncertowej promującej album z największymi hitami, Sugababes powróciły do studia by nagrywać ich piąty album, który otrzymał nazwę Change. Grupa ponownie zdecydowała się pracować z amerykańskim producentem Dallasem Austinem, który pomagał także nad stworzeniem kilku piosenek do poprzedniego albumu Taller in More Ways. Stwierdzono, że Austin ma stworzyć album, który pomoże Sugababes osiągnąć sukces także po drugiej stronie oceanu. Inni producenci, którzy prawdopodobnie pracują z zespołem to Timbaland i Mark Ronson.
Zostało potwierdzone, że nowy singel to utwór Dallasa Austina. Teledysk został nakręcony 31 lipca 2007. Jednak okazało się, że producentem kolejnego singla Sugababes jest Dr.Luke, który pracował m.in. z Avril Lavigne, Pink czy Kelly Clarkson. Piosenka, która ma promować piąty studyjny album to „About You Now”. Jej premiera odbyła się 24 września 2007 r. 21 września 2007 r. Sugababes wystąpiły w Łodzi na Vena Music Festiwal jako gwiazda festiwalu. Dziewczyny również gościnnie użyczyły swojego głosu do piosenki Annie Lennox – „Sing”. W nagraniu wzięły również takie sławy jak Shakira, Madonna, Céline Dion, Fergie, Pink czy Joss Stone. Drugim singlem promującym album Change została piosenka o takim samym tytule. W teledysku Heidi, Keisha i Amelle wcieliły się w cztery pory roku i przedstawiały je w każdym swoim wersie. Podczas refrenu zbierały się w trójkę i wcielały się w noc lub dzień. Trzecim singlem została piosenka „Denial”, która ukazała się w marcu 2008. Po trasie koncertowej promującą album zespół zrezygnował z wydawania singli z albumu.

### Catfights and Spotlights
Po trasie koncertowej Change Tour dziewczyny wzięły się za prace nad nowym albumem. C&S jest to album, który mimo słabej sprzedaży zebrał bardzo dużo pozytywnych recenzji. Na tym albumie słychać typowe soulowe dźwięki. Pierwszym singlem promującym był „Girls”, który uplasował się na miejscu 3, natomiast drugi „No Can Do” dotarł zaledwie do 23. Ze względu na słaby popyt albumu i singli dziewczyny zrezygnowały z jego dalszej promocji. Wiosną 2009 roku Sugababes ruszyły do Stanów by pracować nad ich już siódmym studyjnym krążkiem. Pod koniec września 2009 roku miejsce Keishy Buchanan w składzie grupy zajęła Jade Ewen, która reprezentowała Wielką Brytanię podczas Konkursu Piosenki Eurowizji w 2009 zorganizowanego w Moskwie.

### Sweet 7
Początkowo płyta miała się ukazać 19 listopada 2009, jednak premierę albumu niespodziewanie przełożono na 12 marca 2010. Krążek jest także pierwszym albumem sygnowanym przez Roc Nation, wytwórnię amerykańskiego rapera Jaya-Z. Sweet 7 wyprodukowany został między innymi przez RedOne Productions, The Smeezingtons oraz Ne-Yo, zaś na albumie gościnnie, w utworze „Miss Everything” udziela się Sean Kingston. Pierwszym singlem była piosenka „Get Sexy”, wydana w sierpniu 2009. Kompozycja jest również ostatnią, nagraną z Keishą Buchanan. Drugim singlem promującym krążek został utwór „About a Girl” wyprodukowany przez RedOne Productions, wydany w listopadzie 2009 i jest to pierwszy singel nagrany z nową członkinią Jade Ewen. Trzeci i ostatni singel, kompozycja „Wear My Kiss” wydana została w lutym 2010, debiutując na 7. pozycji zestawienia najpopularniejszych utworów w Wielkiej Brytanii.i

### Rozwiązanie zespołu
Członkinie Sugababes często były wypytywane o nową muzykę przez dziennikarzy. Amelle zawsze zapewniała, że pracują nad nową płytą i że prawdopodobnie zostanie wydana pod koniec 2014. Zaś Jade Ewen w jednym z wywiadów powiedziała, że nie można tak okłamywać fanów, ponieważ zespół rozwiązał się w 2012. Kolejnym dowodem rozwiązania zespołu jest to, że pewnego dnia ich oficjalna strona przestała działać.
Mutya Buena – jedna z założycielek Sugababes i MKS – pytana o zmianę nazwy MKS na Sugababes odpowiadała: „Nigdy nie mów nigdy.”
W 2019 roku girlsband się reaktywował, ale w oryginalnym składzie, tak jak to było do 2001 roku i później w projekcie MKS. W zespole nie występują już Jade, Heidi i Amelle.

## Media

### Telewizyjne występy

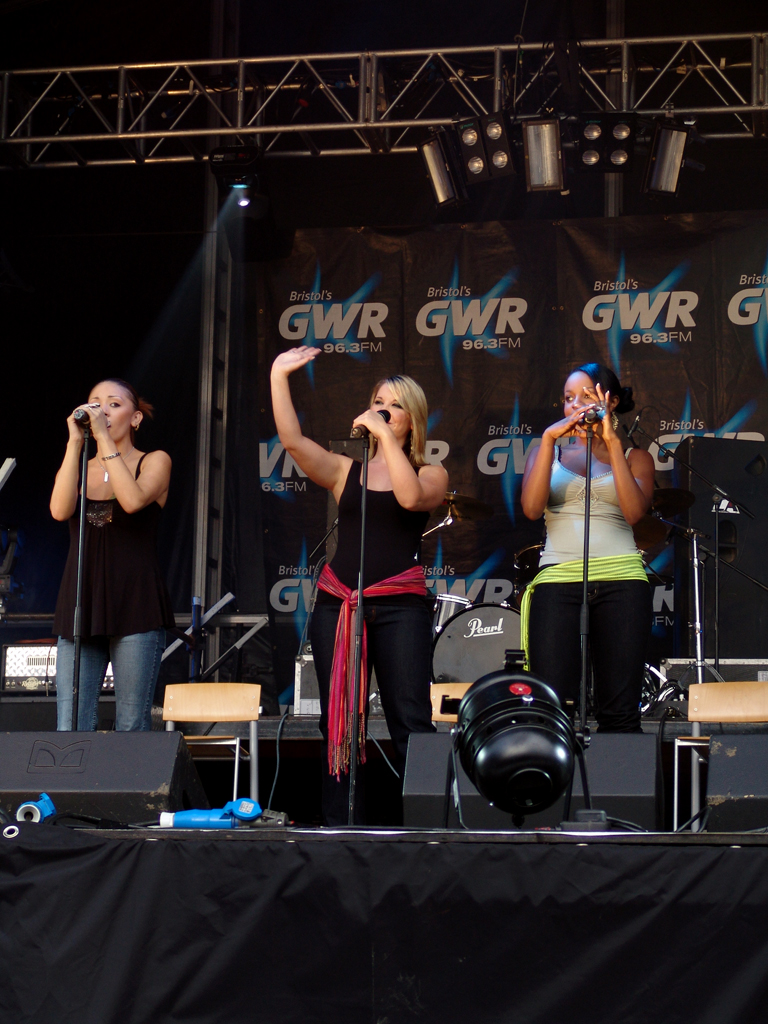
Sugababes na występie w Bristolu

Sugababes pojawiły się w wielu muzycznych programach, takich jak CD:UK, TOTP, MTV, Popworld, VIVA, na galach rozdania nagród, np. na MOBO Awards, NME Awards, MTV Europe Awards, Brit Awards, Gali z okazji 20-lecia RMF FM oraz telewizyjnych programach takich jak The Paul O’Grady Show, BBC 1, T4 i innych. Występy na żywo włączając w to Glastonbury festival, Prince’s Trust Live 8 Edinburgh i występy w krajach na całym świecie. Zespół występował dla ponad miliona osób w samym 2005 roku.

## Dyskografia
- 2000 – One Touch
- 2002 – Angels with Dirty Faces
- 2003 – Three
- 2005 – Taller in More Ways
- 2006 – Overloaded: The Singles Collection
- 2007 – Change
- 2008 – Catfights and Spotlights
- 2010 – Sweet 7
- 2022 –  The Lost Tapes

## Trasy koncertowe
- 2003 – Angels with Dirty Faces Tour
- 2004 – Three Tour
- 2006 – Taller In More Ways Tour
- 2007 – Overloaded: The Singles Tour
- 2008 – Change Tour
- 2022 – Sugababes UK Tour
- 2023 – Sugababes Australian Tour
- 2023 – One Night Only at the O2

## Nagrody i nominacje
| Rok  | Gala                           | Kategoria                                           | Wynik     |
| ---- | ------------------------------ | --------------------------------------------------- | --------- |
| 2001 | Brit Awards                    | Najlepszy Brytyjski Singel (Overload)               | Nominacja |
| 2001 | MTV Europe Music Awards        | Najlepszy Wykonawca UK i IR                         | Nominacja |
| 2002 | Q Awards                       | Najlepszy Singel (Freak like Me)                    | Nagroda   |
| 2002 | MTV Europe Music Awards        | Najlepszy Wykonawca UK i IR                         | Nominacja |
| 2002 | MOBO Awards                    | Wykonawca Roku – UK                                 | Nominacja |
| 2002 | Elle Style Awards              | Gwiazda Muzyki                                      | Nagroda   |
| 2002 | Smash Hits                     | Najlepszy Album (Angels with Dirty Faces)           | Nagroda   |
| 2002 | National Music Awards          | Najlepszy Soundtrack (Round Round)                  | Nagroda   |
| 2003 | Brit Awards                    | Najlepszy Wykonawca Dance w UK                      | Nagroda   |
| 2003 | Brit Awards                    | Najlepszy Brytyjski Album (Angels with Dirty Faces) | Nominacja |
| 2003 | Brit Awards                    | Najlepsza Brytyjska Grupa                           | Nominacja |
| 2004 | Disney Awards                  | Najlepszy Singel (Hole in the Head)                 | Nagroda   |
| 2004 | Capital FM Awards              | Najlepsza Muzyka na Żywo                            | Nagroda   |
| 2004 | TMF Awards                     | Najlepsza Grupa Światowa                            | Nagroda   |
| 2005 | Brit Awards                    | Najlepszy Brytyjski Singel (Push the Button)        | Nominacja |
| 2005 | TOTP Awards                    | Najlepszy Singel (Push the Button)                  | Nagroda   |
| 2006 | ESKA Music Awards              | Najlepsza Grupa Światowa                            | Nagroda   |
| 2006 | Elle Style Awards              | Najlepiej Ubrane Gwiazdy                            | Nagroda   |
| 2006 | Guiness World Records          | Najlepsza Żeńska Grupa Wieku                        | Nagroda   |
| 2006 | Virgin Music Awards 2006       | Najbardziej Sympatyczna Kobieta (dla Amelle)        | Nagroda   |
| 2007 | Bravoora 2007 (Polskie Bravo)  | Najlepszy Zespół Pop                                | Nominacja |
| 2007 | Nickelodeon Kids Choice Awards | Najlepszy zespół                                    | Nominacja |
| 2007 | Virgin Music Awards 2007       | Najbardziej Sympatyczna Kobieta (dla Amelle)        | Nominacja |
| 2007 | Virgin Music Awards 2007       | Najlepszy brytyjski zespół                          | Nominacja |
| 2007 | Virgin Music Awards 2007       | Przebój roku "About You Now"                        | Nominacja |
| 2008 | Brit Awards 2008               | Przebój roku "About You Now"                        | Nominacja |
| 2008 | Bravoora 2008 (Polskie Bravo)  | Zespół Pop                                          | Nominacja |